# Castle Rising
Castle Rising er en landsby og civil parish i det engelske county Norfolk. Den er bedst kendt som byen, hvor Castle Rising Castle ligger. Landsbyen omkring 8 km nordøst for byen King's Lynn og 60 km vest for Norwich. Floden Babingley går nord for landsbyen, og adskiller Castle Rising fra den forladte landsby Babingley.
Castle Rising er nævnte i Snettishams del af Domesday book, hvor ejerskabet var delt mellem William de Warenne og biskoppen af Bayeux.
I 1332 trak Isabella af Frankrig sig tilbage til borgen Castle Rising efter et coup d'état af hendes søn Edward 3., der tog magten fra hende og Roger Mortimer, 1. jarl af March. Isabella døde her i august 1358.